# Faron Young
Faron Young (Shreveport, 25 februari 1932 – Nashville, 10 december 1996) was een Amerikaans countryzanger.

## Biografie
Onder invloed van Hank Williams ging Young zich eind jaren veertig toeleggen op countrymuziek. Na lokaal in Louisiana aan de weg te hebben getimmerd, tekende hij in 1952 een contract bij Capitol Records. Aan het eind van dat jaar had hij zijn eerste hit met Goin' steady, maar doordat hij het leger in moest hij tot 1954 zijn loopbaan op een laag pitje zetten.
Young scoorde hits met onder andere Live fast, love hard, die young (1955), Sweet dreams van Don Gibson (1956), Hello walls geschreven door Willie Nelson (1961), Wine me up (1969) en It's four in the morning (1971). In de jaren zeventig kwam zijn carrière mede door zijn agressieve gedrag wat in verval. Hij bleef echter platen opnemen tot in de jaren negentig, waaronder een samenwerking met Willie Nelson in 1987 (Funny how time slips away) en een duetalbum met Ray Price in 1990 (Memories that last).
Faron Young pleegde in 1996 op 64-jarige leeftijd zelfmoord. In een afscheidsbrief noemde hij zijn afnemende gezondheid als reden. In 2000 werd hij postuum opgenomen in zowel de Country Music Hall of Fame als de Atlanta Country Music Hall of Fame.
- Biblioteca Nacional de España: XX1225148
- Bibliothèque nationale de France: cb13901340f (data)
- Gemeinsame Normdatei: 133595846
- International Standard Name Identifier: 0000 0000 7357 409X
- Library of Congress Control Number: n91090396
- MusicBrainz: 5799b78e-a103-427b-8a1d-0bfeaddbb0c0
- Nationale Bibliotheek van Tsjechië: mzk2005269612
- Nationale Bibliotheek van Israël: 987007323475305171
- SNAC: w60k2rxn
- Virtual International Authority File: 27253631
- WorldCat: E39PBJrRbBJGbKQBt7KR97fg8C